# Unterferrieden
Unterferrieden (Nürnbergisch: „Undafräin“) ist ein Gemeindeteil der Gemeinde Burgthann im Landkreis Nürnberger Land (Mittelfranken, Bayern). Die Gemarkung Unterferrieden hat eine Fläche von 9,131 km². Sie ist in 2049 Flurstücke aufgeteilt, die eine durchschnittliche Flurstücksfläche von 4456,52 m² haben.

## Geografische Lage
Südwestliches des Kirchdorfes gibt es ausgedehnte Waldgebiete. Die Kreisstraße LAU 31/NM 42 führt zur Bundesstraße 8 bei Pfeifferhütte (1,4 km nördlich) bzw. nach Pyrbaum (3,2 km südlich). Gemeindeverbindungsstraßen führen nach Oberferrieden (1,2 km östlich) und nach Oberlindelburg (1,6 km nordwestlich). Von 1902 bis 1972 befand sich eine Bahnstation, die den Ort an Allersberg und Burgthann anschloss.

## Geschichte
Mit dem Gemeindeedikt (frühes 19. Jahrhundert) wurde Unterferrieden dem Steuerdistrikt Oberferrieden zugewiesen. Zugleich entstand die Ruralgemeinde Unterferrieden. Sie unterstand in Verwaltung und Gerichtsbarkeit dem Landgericht Altdorf. Im Zuge der Gebietsreform in Bayern wurde Unterferrieden am 1. Januar 1972 nach Burgthann eingegliedert.
Einwohnerentwicklung
| Jahr          | 1910 | 1933 | 1939 | 1987 | 2013 | 2017 |
| Einwohnerzahl | 372  | 450  | 461  | 990  | 1192 | 1226 |

## Baudenkmäler

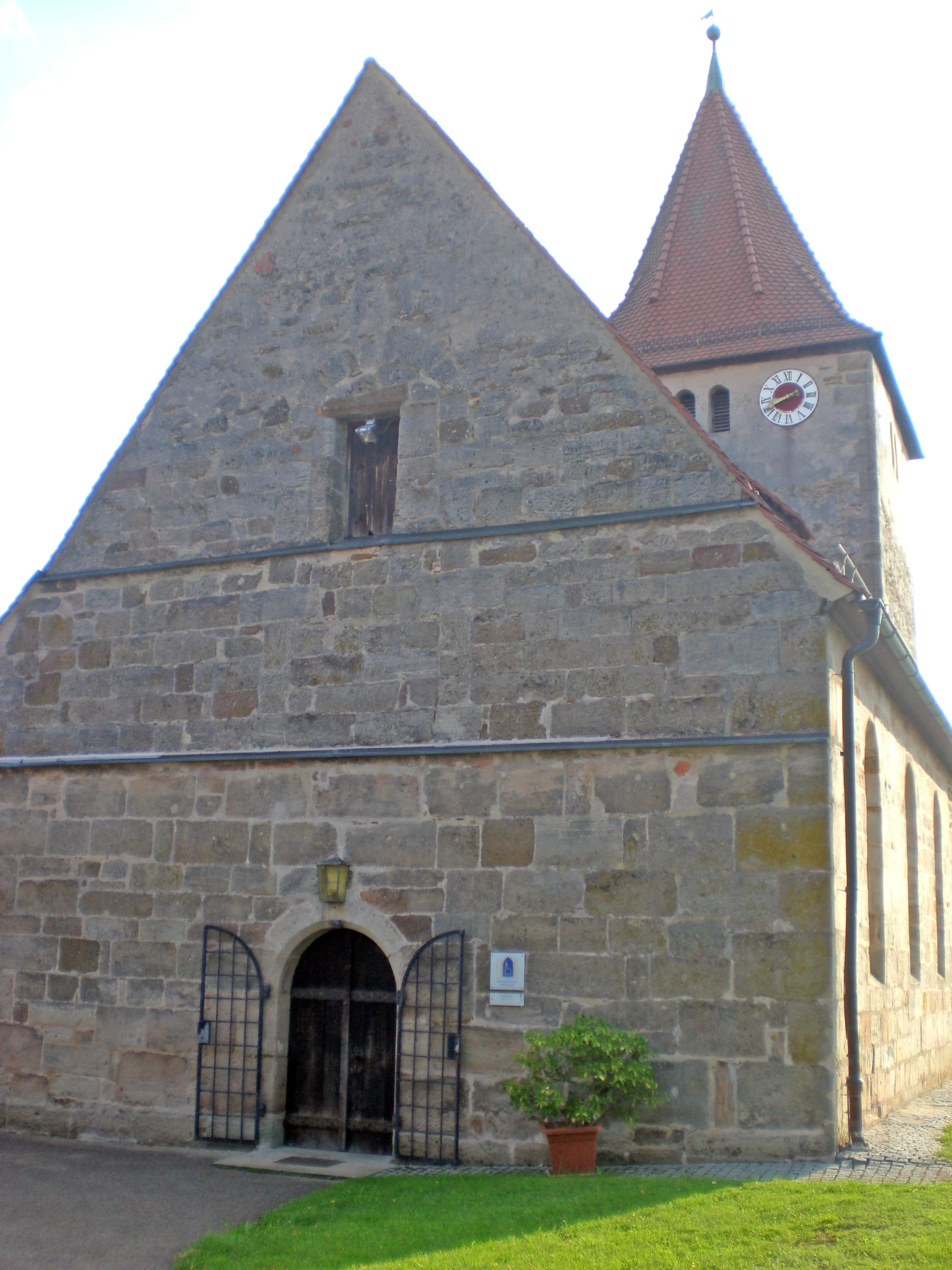
Marienkirche (2023)

- Die evangelische Marienkirche stammt aus dem 13. Jahrhundert. Siehe hierzu Marienkirche (Unterferrieden).
- Ein Bauernhaus, zwei Wohnstallhäuser
- Kreuz

### Gefallenendenkmal

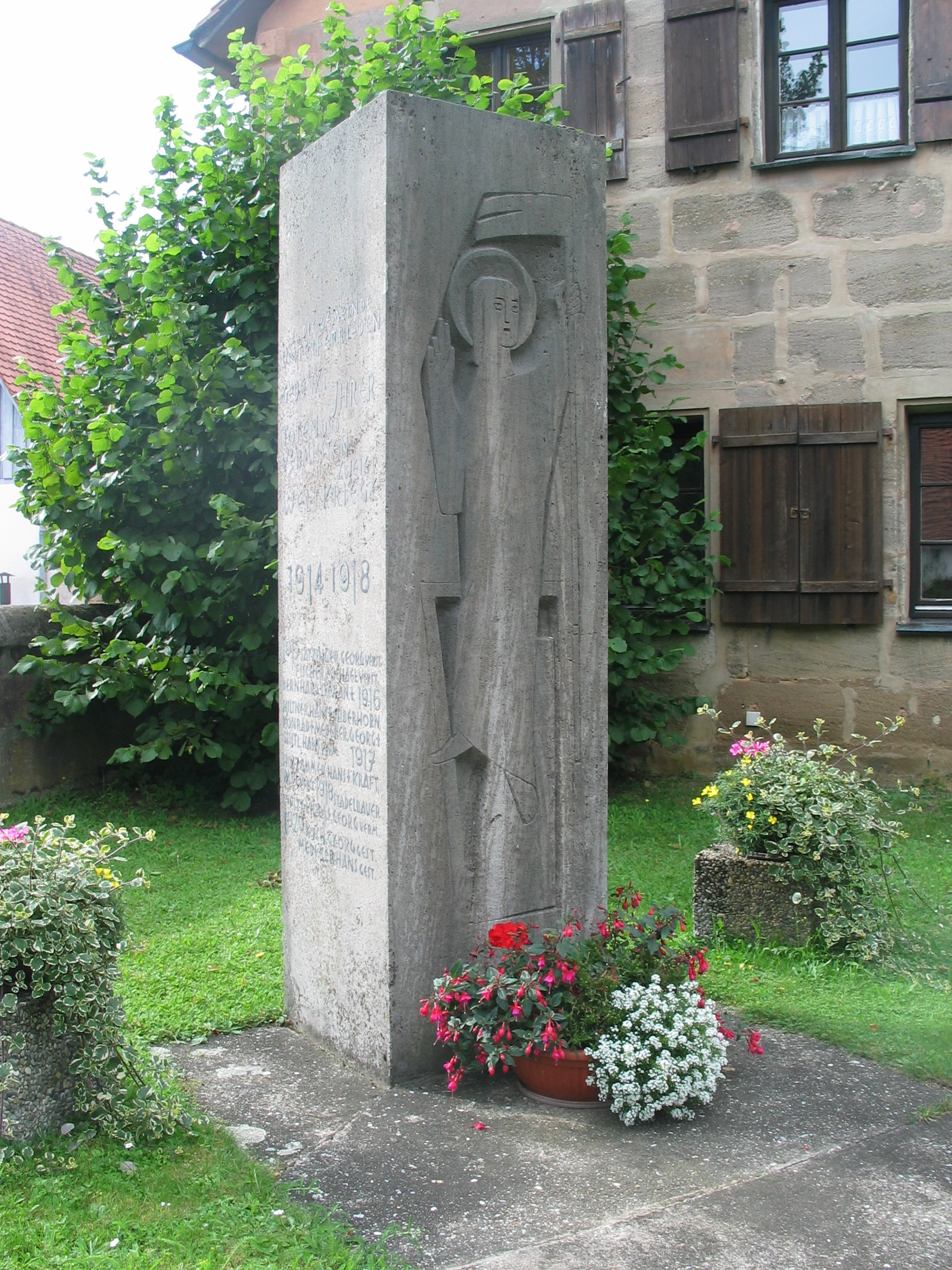
Gefallenendenkmal Unterferrieden

Das Denkmal vor der Kirche wurde am 7. August 1921 eingeweiht. In dem Zeitungsbericht darüber wird auch die ursprüngliche Form beschrieben: „Auf zwei Stufen steht eine massive viereckige Säule in die die Namen der Gefallenen eingemeiselt sind, darauf liegt ein Stahlhelm, unter dem ein Eichenlaubkranz hervorschaut, beide aus dem gleichen Stein nachgebildet.“ Das Denkmal wurde 1959 grundlegend umgestaltet. Der Helm wurde entfernt, die eingemeißelten Namen wurden überputzt. Dann wurde die Säule kopfüber (mit dem neu eingemeißelten Christusbild) wieder aufgestellt. An den Seiten wurden die Namen der Gefallenen des Ersten und des Zweiten Weltkriegs in Bleibuchstaben angebracht. In der Marienkirche befindet sich noch eine Tafel aus Eichenholz mit 15 Porzellanbildern der Gefallenen des Ersten Weltkrieges. Am Volkstrauertag findet jedes Jahr eine Gedenkfeier an dem Denkmal statt.

## Feuerwehr
Die Freiwillige Feuerwehr Unterferrieden besteht seit 1875. Das Feuerwehrhaus mit fünf Stellplätzen und einer Waschhalle wird von den Feuerwehren Oberferrieden und Unterferrieden gemeinsam genutzt. Im Einsatzfall stehen ihnen ein MZF, ein LF 8/6 mit Rettungssatz, ein LF 8/6 mit einer Tragkraftspritze PFPN 10-1500 und eine Anhängeleiter zur Verfügung. Im Juni wird jedes Jahr die Sonnwendfeier am alten Bahnhof von der Feuerwehr ausgerichtet.